# 基什·费伦茨
基什·费伦茨（匈牙利語：Kiss Ferenc，1942年1月5日—2015年9月8日），匈牙利男子摔跤运动员。他曾代表匈牙利参加1964年、1968年和1972年夏季奥林匹克运动会摔跤比赛，获得一枚铜牌。